# Fu Qian
En aquest nom xinès, el cognom és Fu (傅).
Fu Qian va ser un oficial militar de Shu Han durant el període dels Tres Regnes de la Xina i el fill del general de Shu, Fu Rong.
En el Romanç dels Tres Regnes, de Luo Guanzhong, és un dels oficials més lleials i de confiança del general cap Jiang Wei, i fou acreditat per matar tant a Li Peng com a Wang Zhen durant la batalla, i també per seguir cert atac de Wei en el Pas de Yangping, aturant-lo amb el seu millor esforç. Amb tot, Jiang Shu va acabar rendint-se, cosa que en última instància va conduir a la mort de Fu Qian mentre hi era combatent.
En realitat, malgrat tot, les tasques assignades a Jiang Shu i Fu Qian respectivament eren en realitat les contràries del que es descriu en la novel·la: era Fu Qian qui estava encarregat de defensar el lloc, mentre que Jiang Shu era encarregat de sortir fora a enfrontar-se a la força militar invasora de Cao Wei. Això no obstant, Jiang Shu es va rendir obrint les portes i deixant a l'enemic entrar, Fu Qian va ser mort en el fútil intent d'expulsar a l'enemic.